# أكمية أليغرية
أكمية أليغرية (الاسم العلمي: Aechmea alegrensis) هو نوع نباتي يتبع جنس الأكمية من فصيلة البروميلية. موطنها إسبيريتو سانتو (البرازيل)